# Amanita ocreata
Espèce
Amanita ocreata est une amanite toxique de l'ouest des États-Unis. Elle est connue là-bas sous le surnom de death angel (« ange de la mort »).

## Répartition

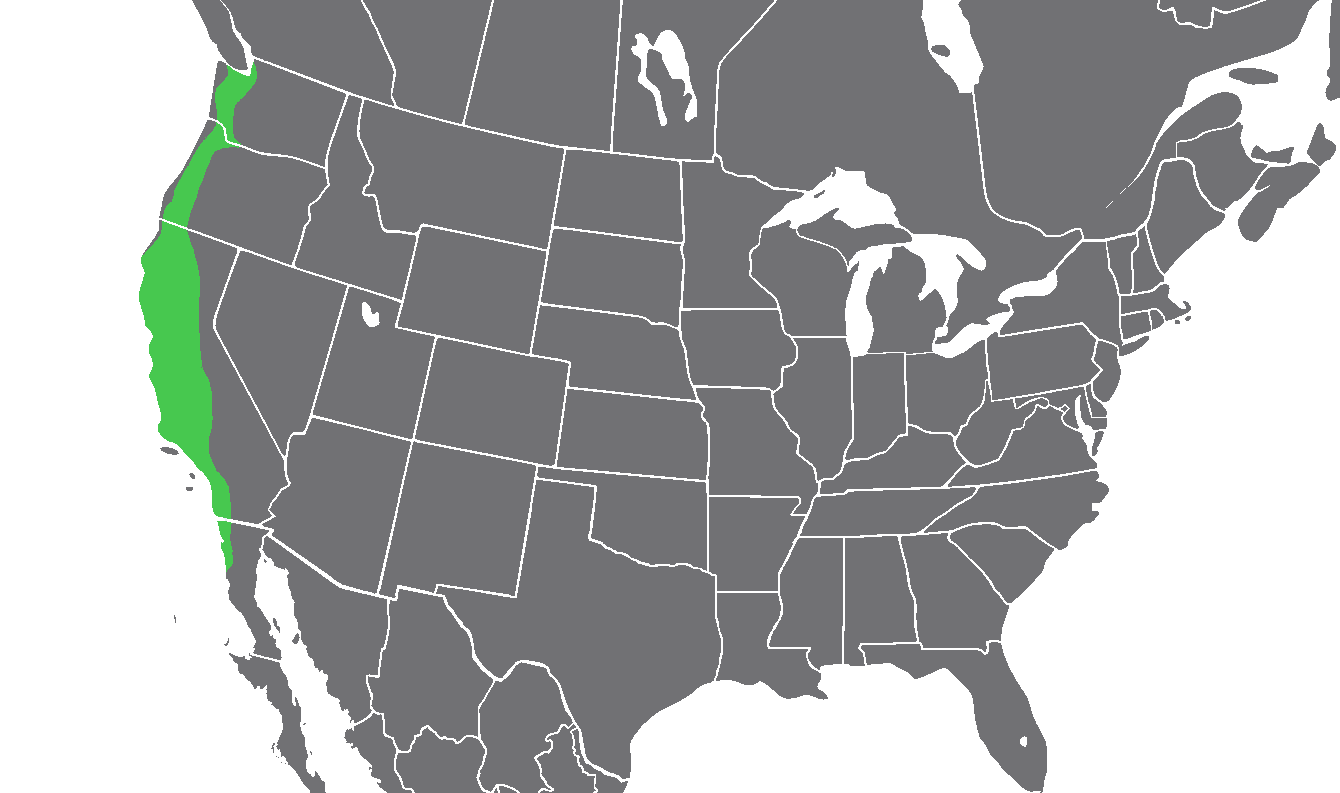
Carte de répartition dAmanita ocreata : en vert, les zones où l'espèce est présente

Amanita ocreata se trouve sur la côte ouest de l'Amérique du Nord.